# Fabian Jakob Wrede
Fabian Jakob Wrede, född 9 oktober 1802 på Kungsbro, död 22 maj 1893 i  Stockholm, var en svensk friherre, kammarherre och generallöjtnant.

## Biografi
Fabian Wrede var son till Fabian Wrede (1760–1824) och Agata Bremer. Han gifte sig 1846 med friherrinnan Aurora Elisabet De Geer af Finspång, syster till Louis De Geer. Wrede var artillerist och fysiker. Sin militära karriär började han 1817, vilken ledde till posten som generalfälttygmästare och chef för artilleriet 1857, senare generallöjtnant. Han tog avsked 1867.
Åren 1832–1834 och 1835–1839 var han lärare vid Högre artilleriläroverket på Marieberg, och var 1835–1857 läroverkets befälhavare, samtidigt som han innehade andra poster.
På 1860-talet införde han räfflade fältkanoner. Han var en framstående expert på måttsystem och var Sveriges representant vid internationella konferensen om mått och vikt i Paris samt delegat i den permanenta kommissionen där.
Wrede var ledamot av Kungliga Krigsvetenskapsakademien (1829), Kungliga Vetenskapsakademien (1835), Kungliga Musikaliska akademien (1837) och Fysiografiska sällskapet i Lund (1837), hedersledamot av Vetenskaps- och vitterhetssamhället i Göteborg (1843), Vetenskapssocieteten i Uppsala (1861) och Kungliga Örlogsmannasällskapet (1865). Han blev 1856 hedersdoktor vid Greifswalds universitet och 1874 hedersdoktor vid Uppsala universitet.

## Bland hans skiftande verksamheter, uppfinningar med mera kan nämnas
- konstruktionen av 1860 års gevär
- arbetet om krutets verkan i kanoner (1871)
- grundandet av den första livränte- och kapitalförsäkringsanstalten i Sverige
- uppförandet av ett nytt torn för Riddarholmskyrkan
- ledamot av den internationella meterkommissionen i Paris
- avhandlingen "Försök att härleda ljusets absorption från undulationsteorin", som 1863 belönades med Letterstedtska priset av Vetenskapsakademien
- uppfinningen av en ny typ av spektroskop
- hans instrument för bestämning av jordmagnetismens deklination och inklination

## Utmärkelser

### Svenska utmärkelser
- Riddare och kommendör av Kungl. Maj:ts orden (Serafimerorden), 1 december 1872.[4]
- Kommendör med stora korset av Svärdsorden, 5 maj 1860.[4]
- Kommendör av Svärdsorden,  28 april 1856.[4]
- Riddare av Svärdsorden, 4 juli 1838.[4]

### Utländska utmärkelser
- Storkorset av Danska Dannebrogorden, 20 september 1859.[4]
- Kommendör av 1.graden Danska Dannebrogorden, juni 1848.[4]
- Riddare av Danska Dannebrogorden, 1 juli 1847.[4]
- Storofficer av Franska Hederslegionen, 1867.[4]
- Kommendör av Franska Hederslegionen, 24 december 1855.[4]
- Officer av Franska Hederslegionen, 1845.[4]
- Storkorset av Nassauska Adolf av Nassaus civil- och militärförtjänstorden, juli 1858.[4]
- Storkorset av Norska Sankt Olavs orden, 4 juli 1858.[4]
- Första klassen av Osmanska rikets Meschidie-orden, senast 1870.[4]
- Riddare av första klassen av Preussiska Kronorden, 1861.[4]
- Riddare av Preussiska Johanniterorden, 1843.[4]
- Riddare av första klass av Österrikiska Järnkroneorden. 1856.[4]